# Liechtenstein aux Jeux olympiques d'été de 1960
Le Liechtenstein participe aux Jeux olympiques d'été de 1960 à Rome en Italie du 25 août au 11 septembre 1960. Il s'agit de sa 4e participation à des Jeux d'été. Le pays est représenté par cinq athlètes, engagés dans trois sports, et ne remporte pas de médaille au cours de ces Jeux.

## Athlétisme
Hommes
Courses
| Athlète    | Épreuve | Séries       | Séries       | Quarts-de-finale | Quarts-de-finale | Demi-finales | Demi-finales | Finale   | Finale |
| Athlète    | Épreuve | Résultat     | Rang         | Résultat         | Rang             | Résultat     | Rang         | Résultat | Rang   |
| ---------- | ------- | ------------ | ------------ | ---------------- | ---------------- | ------------ | ------------ | -------- | ------ |
| Egon Oehri | 800 m   | 2 min 0 s 49 | 6e (éliminé) | –                | –                | –            | –            | –        | –      |
| Egon Oehri | 1 500 m | -            | DNF          | NC               | NC               | NC           | NC           | –        | –      |

Combinés – Décathlon
| Athlète      | Épreuve  | 100 m   | SL     | LP     | SH     | 400 m | 110 H | LD | SP | LJ | 1 500 m | Total | Rang |
| ------------ | -------- | ------- | ------ | ------ | ------ | ----- | ----- | -- | -- | -- | ------- | ----- | ---- |
| Alois Büchel | Résultat | 11 s 66 | 6,54 m | 9,79 m | 1,73 m | –     | –     | –  | –  | –  | –       | -     | DNF  |
| Alois Büchel | Points   | 737     | 651    | 406    | 689    | –     | –     | –  | –  | –  | –       | -     | DNF  |

## Cyclisme sur route
| Athlète    | Compétition     | Temps | Rang |
| ---------- | --------------- | ----- | ---- |
| Adolf Heeb | Course en ligne | -     | DNF  |

## Tir
| Athlète         | Compétition                      | Qualification | Qualification | Finale | Finale |
| Athlète         | Compétition                      | Points        | Rang          | Points | Rang   |
| --------------- | -------------------------------- | ------------- | ------------- | ------ | ------ |
| Gustav Kaufmann | Carabine à 50 m trois positions  | 507           | 33e (éliminé) | –      | –      |
| Gustav Kaufmann | Pistolet à 50 m position couchée | 374           | 38e (éliminé) | –      | –      |
| Guido Wolf      | Carabine à 50 m trois positions  | 493           | 33e (éliminé) | –      | –      |
| Guido Wolf      | Pistolet à 50 m position couchée | 374           | 36e (éliminé) | –      | –      |

## Sources
- (en) Cet article est partiellement ou en totalité issu de l’article de Wikipédia en anglais intitulé « Liechtenstein at the 1960 Summer Olympics » (voir la liste des auteurs).